# ری راسموسن
ری راسموسن (به انگلیسی: Rie Rasmussen) (زاده ۱۴ فوریهٔ ۱۹۷۶) بازیگر، کارگردان، نویسنده، مدل دانمارکی است.
از فیلم‌های معروف او می‌توان به بازی در فیلم زن اغواگر و باغ‌وحش انسانی اشاره کرد.